# نظرية عملية التطبيع
نظرية عملية التطبيع تعد نظرية عملية التطبيع نظرية سيسيولوجية مستخدمة في مجال العلوم والدارسات التكنولوجية. وقد بنيت على نموذج سابقا لنظرية التطبيع. و من شأنها اعتماد الابتكارات التكنولوجية والتنظيمية في نظام الرعاية الصحية.

## اصول النظرية
نتجت نظرية عملية التطبيع عن عدة ورش عمل جماعية والتي شارك فيها جمع كبير من الأفراد من أبرزهم Carl R. May, Tracy Finch, Elizabeth Murray, Anne Roggers, Catherine Pope, Anne Kennedy, Pauline Ong وآخرون .وتهتم النظرية بتطبيق ودمج الابتكارات التنظيمية والتقنيات الحديثة. وقد ظهرت الفكرة عن برنامج البناء للعالم May وعدد من الأكاديميين في مجال علم الاجتماع التطبيقي (سيسيولوجيا) ثم أدرج في الطب. وركزت النظرية على نموذج سابق أنشأه May et al لتوضيح فكرة عمليات الاجتماعية المؤدية إلى دمج الابتكارات الصحية التكنولوجية.

## محتوى النظرية
تركز نظرية التطبيع الانتباه على مساهمات الوكلاء أي ما يقدمه الأفراد أو المجموعات عن الطريق معاملاتهم مع العناصر الديناميكية في بيئاتهم. تعرف النظرية المفاهيم الثلاثة والتي هي التطبيق والتضمين والدمج كعملية تحدث عند محاولة المشاركين بدأ أو تأييد سلسلة من الأحداث التي تهدف إلى تفعليها. وتعتبر ديناميتان عمليات التطبيق معقدة غير أن نظرية عملية التطبيع تبسطها بالتركيز على الآليات التي من خلالها يساهم المشاركون ويستثمرون، ويشمل ذلك سواء الأفكار الجديدة أو المعدلة والتصرف و التنظيم. ومن ثم تصبح مجسدة بشكل روتيني في المصفوفات الموجودة ذات أشكال اجتماعية ومعرفية. واكتشفت تلك الاليات العناصر الاتية والأعيان والوكلاء والسياق. ففي بحث قام به May وزملاؤه تحت مسمى creation commons license أشاروا إلا أن نظرية عملية التطبيع خضعت لثلاثة تكرارات وهي:

### التكرار الأول - الأعيان
تعتني النظرية في هذا التكرار بالعلاقة بين خصائص تدخل الرعاية الصحية وكيفية عمل الجماعي لدى مستخدميها. و هنا تتمثل مساهمة الوكلاء في العلاقة المتبادلة مع القدرة الناشئة في الأعيان أي الممارسات السلوكية و المعرفية. وهذه القدرات المادية والاجتماعية تترب عليها إمكانيات كما تترب عليها قيود من قبل الأعيان وكذلك مدى قابليتها للاستخدام والدمج في الممارسات.

### التكرار الثاني - الوكلاء
بني هذا التكرار على تحليل طبيعة العمل الجماعي وتوضيح كيفية ربطه بالآليات التي يقوم الناس من خلالها بجعل أنشطتهم وحركاتهم ذوات مغزى. كذلك في هذا التكرار يتم التعبير عن استثمار التركيبية و الاجتماعية والمعرفية كمساهمة مجتمعية التي تتم خلال مجموعة من الاليات التوليدية كالاتساق(ما يفعله الناس لفهم الأعيان والوكالة والسياق) والمشاركة المعرفية (ما يفعله لبدء والتسجيل لتوفير مجموعة من الممارسات)والعمل الجماعي (ما يقوم به الناس لتفعيل تلك الممارسات ) والمراقبة الانعكاسية (ما يقوم به الناس للتقييم نتائج مساهماتهم) لذا يعتبر هذه التركيبات أساس النظرية كما تعد أساس شرائها التحليلي وقت الممارسة.

### التكرار الثالث - السياق
يعطي هذا التكرار اهتماما بليغا لتحليل مساهمات الوكيلة إذ يمنحه موقفا مركزيا تركيبيا وموردا معرفيا يبني عليه الوكلاء أعمالهم. هنا يختبر العناصر الديناميكية في مجال الاجتماع كقدرات و إمكانيات، فيقوم الوكلاء باستخدام تلك الموارد عندما يستثمرون الممارسات التي تكون أعيان التطبيق.

## موقع نظرية عملية التطبيع في السيسيولوجيا
تعد نظرية عملية التطبيع نظرية متوسطة المدى تقع في النقطة التحول إلى المادية في مجال العلوم والدراسات التكنولوجية لذلك فهي تعتبر لائقة باستخدام عند دراسة الموجهة للأحوال للتحقيق التجريبي كما يبدو كذلك بديل مباشرا لنظرية شبكة المؤثرات بأنها تعتمد على النظام التوضيحي بدلا من الوصفي. ورغم ذلك فإن نظرية التطبيع تحدد مجموعة من الآليات التوليدية التي يعتبرها الاستقصاء التجريبي ذات صلة وثيقة بعملية تطبيق ودمج التقنيات الحديثة. ويمكن كذلك استخدام نظرية عملية التطبيع في دراسات المقارنة ذات النطاق واسع وفي مجالات أخرى كدراسات الأثنوجرافيا وأساليب البحوث النوعية ومراجعات المنهجية ودراسات الاستقصائية. وهي تتوافق مع نظريات الانتقال والابتكارات التنظيمية وخاصة في نشر نظرية الابتكار ونظرية عملية العمل ونظريات علم النفس بما فيها من النظرية السلوك المخطط ونظرية التعلم الاجتماعي.